# هوارانگ
هوآرانگ (کره‌ای: 화랑) همچنین با نام‌های لشکر قدرتمند هوارانگ یا شوالیه‌های گل نیز شناخته می‌شود، گروه جنگجوی نخبه در شیلا، پادشاهی باستانی در شبه‌جزیره کره بود که تا قرن دهم ادامه داشت. بنیانگذار ارتش هوآرانگ شیلا پادشاه جین هئونگ است.
هوارانگ گروهی بودند که بر اساس یک ایدئولوژی که ایده‌های منحصر به فرد کره ای را ترکیب می‌کرد، نوعی تمرین ذهنی و بدنی را تمرین می‌کردند و در سطح ملی سازمان دهی و حمایت می‌شدند.

## معنای هوارانگ
معنی هوارانگ به معنی مردی به زیبایی گل است و منشأ تاریخی آن به وانهوآ مرتبط است. با نگاهی به سامگوک ساگی مبنی بر اینکه مردان خوش قیافه به زیبایی لباس می‌پوشیدند و به شکل هوارانگ درمی‌آمدند.
همچنین هوارانگ با نام شوالیه‌های گل شناخته می‌شود.

## سوابق جنسی و همجنسگرایی در هوارانگ
در گروه هوارانگ، روابط عاطفی و جنسی پیچیده‌ای در میان اعضای آن وجود داشته است. شواهد تاریخی نشان می‌دهند که این گروه به خاطر زیبایی و جذابیت ظاهری اعضای خود، روابط نزدیک و عاطفی عمیق‌تری را تجربه می‌کردند که شامل فعالیت‌های جنسی بوده است.
بیایید به سوابق مربوط به بوجونگ، پدر همسر سابق پادشاه مویول نگاهی بیندازیم. بوجونگ مردی خوش تیپ است اما از زنان دوری می‌کند و با شاهزاده زندگی می‌کند و مادرش بانو میشیل حتی قول می‌دهد به هر زنی که پسرش را اغوا کند پاداش می‌دهد. پرنسس یانگمیونگ با اجبار، بوجونگ را اغوا کرد و دو دختر به دنیا آورد، اما آنها خیلی زود از هم جدا شدند. می‌شود که یک هوارانگ بلند قامت با نام سالت جانگ گونگ در خدمت بوجونگ بوده و او را مانند همسرش به اطراف می‌برد. چرا بوجونگ مردان را به عنوان معشوقه خود بر همه زنان انتخاب کرد؟ ردپایی از این را می‌توان حتی در میان هیانگ گا که دنیای معنوی شیلا را به بهترین شکل نشان می‌دهد، یافت.
متون تاریخی، از جمله «سامگوک ساگی» (تاریخچه سه پادشاهی) و «سامگوک یوسا» (داستان‌های سه پادشاهی)، به توصیف زیبایی و جذابیت اعضای هوارانگ پرداخته و به روابط عاطفی عمیق بین آنها اشاره دارند. شواهد تاریخی نشان دهندهٔ روابط مردان مردآمیز و زنان زن آمیز است. به عنوان مثال، ساداهام، یکی از هوارانگ‌های معروف در زمان پادشاه جین هیونگ، پس از مرگ هم‌رزمانش، غمگین شده و جان خود را در اثر اندوه از دست داد. این موضوع به وضوح نشان‌دهنده روابط عاطفی عمیق میان اعضای گروه است، اما همچنین می‌تواند به احساسات و وابستگی شدید غیرمتعارف اشاره داشته باشد که به نوعی ناپسند و نادرست است.
همچنین، در متون تاریخی به موضوع تغییر جنسیت پادشاه هیه گونگ، سی و ششمین پادشاه شیلا اشاره شده است. او در ابتدا به عنوان دختر به دنیا آمد، اما به دلیل شرایط خاص خانوادگی و درخواست پدرش یعنی پادشاه گیونگدوک به عنوان پسر تربیت گردید. او در دوران سلطنت خود ضعیف و نسبت به سیاست بی‌تفاوت بود.به همین دلیل بعداً توسط پادشاه سوندوک در یک کودتا از تاج و تخت محروم شد. همچنین در مورد ملکه جینسونگ نیز، گفته می‌شود که او از ارتباط با پسران خوش تیپ (علی‌الخصوص هوارانگ) لذت می‌برد، اعضای گروه هوارانگ از فرمان ملکه اطاعت و بدون توجه به جنسیتش به او خدمت می‌کردند.

### تأسیس هوارانگ
تأسیس نهادی هوارانگ در سالنامه شیلا، جلد ۴ سامگوک ساگی در (هفتمین سال سلطنت امپراتور فاتح جین هونگ) یعنی سال ۵۷۶ ثبت شده است.
میان هوارانگ روحیه همکاری و کمک متقابل قوی بود و جوی در بین اعضا وجود داشت که برای عزت ارزش قائل بودند و از فداکاری دریغ نمی‌کردند و مانند یونان باستان گرایش ملی احترام به جسم زیبا و ذهن زیبا وجود داشت.
جوانان با ایدئولوژی حفاظت از ملت و مردم قیام کردند و داوطلبانه هوارانگدو یا سازمانی با نام مناسب را سازماندهی کردند و جنبشی میهن پرستانه را توسعه دادند. در نتیجه استعدادهای برجسته ای مانند کیم یوشین ظهور کردند و به کشور و ملت خدمت بزرگی کردند
""در میان خود فضیلت می‌پروراندند و با موسیقی همدیگر را سرگرم می‌کردند و به کوه‌ها و رودخانه‌های معروف سفر می‌کردند.""
هوارانگ نقش رهبری را در اتحاد سه پادشاهی ایفا کرد و متحد شدند تا بتوانند تانگ را شکست دهند.
هیچ محدودیت خاصی برای صلاحیت یک افسر هوارانگ یا ناندو وجود نداشت، بنابراین برای همه بدون در نظر گرفتن طبقه اجتماعی یا راهب یا غیر روحانی آزاد بود. گاه حتی یک یتیم سرگردان کوچه و خیابان افسر می‌شد و منش و فضیلت و ادب پیش از جایگاه اجتماعی ارزش می‌یافت.
ارتش هوارانگ تا قرن دهم میلادی و نابودی سلسله شیلا به حیات خود ادامه داد.
هوارانگ در سال ۱۹۴۵ بعد از پایان استعمار ژاپن نماد ملی کره جنوبی شد.
معمولاً هوارانگ‌ها در جنگ‌ها شرکت نمی‌کردند مگر اینکه موقعیت اضطراری باشد زیرا وظیفه اصلی آنان دفاع از خانواده سلطنتی و مسائل امنیتی پایتخت بود.
معروف‌ترین هوارانگ کیم یوشین، کیم آلچون و پسر یوشین کیم وون سول بودند که این سه نفر به عنوان نماد شجاعت بودند. هرچند هوارانگ‌های بسیار بیشتری وجود داشت که پیروزی‌های بزرگی توانست به دست بیاورند.

### وونهوآ سربازان زن شیلا
وونهوآ سیستمی بود که در دوره امپراتور جین هیونگ ایجاد شد، گروهی از زنان جنگجو و محافظ بودند که وظیفه دفاع از خاندان سلطنتی را داشتند که توسط ملکه قدرتمند شیلا (جیسو) تأسیس شد. قدرتمندترین و معروف‌ترین وونهوآ (بانو میشیل) بود، کسی که به همراه امپراتور جین هیونگ مناطقی از جنوب گوگوریو را توانست فتح کند و نقش مهمی در کشور گشایی ایفا کرد.
پس از سقوط شیلا، اصطلاح هوارانگ زنده ماند و دوباره تغییر کرد. امروزه هوارنگ اغلب به نام مدارس، سازمان‌ها و شرکت‌های مختلف استفاده می‌شود.
الگوی تکواندو Hwa-Rang و همچنین چندین فرم سنتی به افتخار هوارانگ نامگذاری شده‌اند.
یک برند سیگار کره جنوبی صادر شده برای نیروهای مسلح هوارانگ نام دارد.
Hwa Rang Do یک هنر رزمی مدرن کره ای است که از جنگجویان باستانی هوارنگ و میراث
آنها الهام گرفته شده است.
در سری بازی‌های مبارزه ای Tekken یک شخصیت قابل بازی به نام هوارانگ در بازی حضور دارد و با سبک مبارزه ای تائه کوان دو مبارزه می‌کند.
استاد بزرگ هو سیک پاک، فدراسیون هنرهای رزمی خود را به افتخار هوارنگ، «فدراسیون جهانی تانگ سو دو هووا رنگ» نامید.

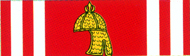
نشان ملی هوارانگ که امروزه نشان شجاعت در کره جنوبی است

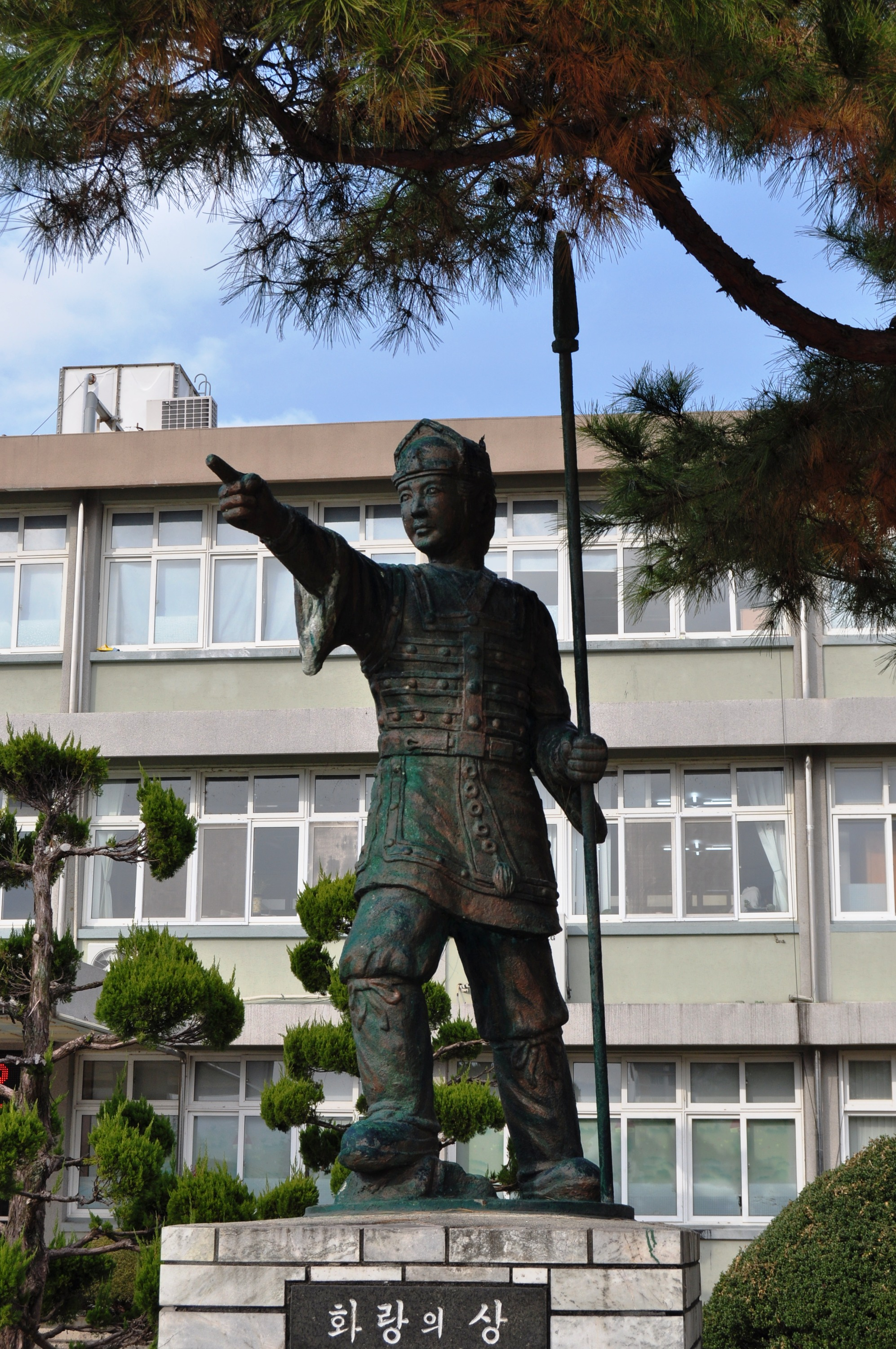
مجسمه هوارانگ در مدرسه‌ای در کره جنوبی

## هوارانگ مشهور
- کیم یو شین
- کیم وون سول

## در فرهنگ عامه
- هوارانگ: جوانان جنگجوی شاعر (کی‌بی‌اس۲, ۲۰۱۶–۲۰۱۷)
- ملکه سوندوک (ام‌بی‌سی، ۲۰۰۹)